# Adejeania grandis
Adejeania grandis är en tvåvingeart som beskrevs av Guimaraes 1966. Adejeania grandis ingår i släktet Adejeania och familjen parasitflugor. Inga underarter finns listade i Catalogue of Life.